# Orthoceras (orquídea)
Orthoceras es un género de orquídeas de la subfamilia Orchidoideae dentro de la familia Orchidaceae. Tiene dos especies de hábitos terrestres, distribuidos por todo el sureste de Australia, Nueva Caledonia y Nueva Zelanda,  en el que viven en diferentes ambientes de hasta 700 metros sobre el nivel del mar. 

## Descripción
Las plantas tienen un sistema subterráneo compuesto de raíces y tubérculos carnosos, y  tallos, hojas e inflorescencias; glabras. Flores que tienen pocos llamativos colores con los pétalos mucho más pequeños que los sépalos.
Además de las características ya mencionadas, las especies de este género son plantas geófitas glabras, con tubérculos alargados, sin revestir, con dos a seis hojas mucho más largas que anchas, erectas, inflorescencia racemosa con un máximo de nueve flores que miden alrededor de un centímetro,  de color llamativo, con sépalos y pétalos muy diferentes; labio trilobulado, con cuatro polinios. Florecen desde finales de primavera y principios de verano. Son muy difíciles de cultivar.

## Taxonomía
El género fue descrito por Robert Brown  y publicado en Prodromus Florae Novae Hollandiae 316. 1810.

## Especies deOrthoceras
- Orthoceras novae-zeelandiae A.Rich.) M.A.Clem. (1989)
- Orthoceras strictum R.Br. (1810) - especie tipo